# Norman Morrison
Norman Morrison (1933 – 1965) là một tín hữu Quakers và là một người yêu chuộng hòa bình đã tự thiêu trước Lầu Năm Góc (Hoa Kỳ) để phản đối chiến tranh Việt Nam vào năm 1965.

## Tự thiêu

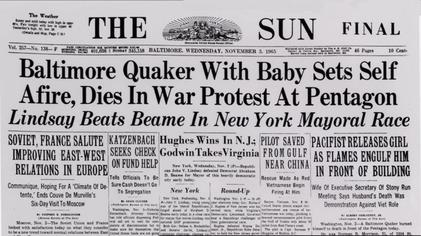
Tin đăng trên báo The Sun tại Baltimore, Maryland sau khi Morrison tự thiêu

Trong phong bì để lại cho người vợ là bà Anne Corpening Morrison Welsh trước khi tự thiêu, Norman Morrison viết:
"Anne yêu quý, đừng chỉ trích anh. Đã nhiều tuần, thậm chí nhiều tháng, anh chỉ cầu nguyện được thấy điều anh phải làm. Sáng nay, thật tình cờ anh đã thấy nó, rõ ràng như điều anh biết vào đêm thứ sáu, tháng 8/1955 rằng em sẽ trở thành vợ anh... Hãy hiểu rằng anh yêu các con, nhưng phải hành động vì những đứa trẻ trong ngôi làng của vị linh mục"
Ông đưa con gái Emily - khi đó 1 tuổi - đến Lầu Năm Góc (trụ sở Bộ Quốc phòng Hoa Kỳ) rồi đặt con xuống hoặc giao cô bé cho một ai đó trong đám đông trước khi tự thiêu. Chưa rõ lý do Morrison đưa Emily đi cùng. Tuy nhiên, quả phụ Anne sau đó nhớ lại: "Tôi nghĩ rằng ở bên Emily là niềm an ủi cuối cùng và tuyệt vời đối với Norman... Cháu là biểu tượng mạnh mẽ cho những trẻ em đã bị chúng ta giết hại bằng bom và napalm - khi chết không có cha mẹ bồng bế."

## Di sản
Morrison được coi là một tín hữu sùng đạo đã hy sinh bản thân vì một mục tiêu lớn hơn. Tại Việt Nam, một số người nhanh chóng coi Morrison là một vị anh hùng dân gian. Năm ngày sau khi Morrison qua đời, một nhà thơ người Việt Nam là Tố Hữu đã viết bài thơ "Emily, con" (Ê-mi-li, con) với nội dung mượn lời Morrison kể cho con gái Emily nghe về cái chết của ông. Robert McNamara mô tả cái chết của Morrison là "một thảm kịch không chỉ cho gia đình anh ấy mà còn của tôi và đất nước. Đó là một sự phản đối kịch liệt chống lại sự giết chóc đang hủy hoại cuộc sống của rất nhiều thanh niên Việt Nam và Hoa Kỳ."
Một tuần sau vụ Morrison, Roger Allen LaPorte đã hành động tương tự ở Thành phố New York trước tòa nhà Liên Hợp Quốc. Vào ngày 9 tháng 5 năm 1967, người biểu tình đã tổ chức lễ thức cho Morrison, sau đó xông vào chiếm giữ Lầu Năm Góc trong bốn ngày cho đến khi bị giới chức trục xuất và bắt giữ.
Bà Anne cùng hai người con gái đã tới Việt Nam vào năm 1999 (con trai là Ben đã chết vì ung thư năm 1976) và gặp gỡ nhà thơ Tố Hữu. Bà đã kể lại chuyến thăm và tấn bi kịch của chồng trong chuyên khảo Fire of the Heart: Norman Morrison's Legacy In Vietnam And At Home (tạm dịch: Ngọn lửa của trái tim: Di sản của Norman Morrison ở Việt Nam và ở quê hương).
Năm 1965, Chủ tịch Hồ Chí Minh gửi lời chia buồn và mời bà Anne Morrison Welsh sang thăm Việt Nam. Trong chuyến thăm Hoa Kỳ năm 2007, Chủ tịch nước Nguyễn Minh Triết đã viếng thăm một địa điểm trên sông Potomac gần nơi Morrison đã tự thiêu và đọc bài thơ của Tố Hữu để tưởng nhớ Morrison.

## Vinh danh
Tại Việt Nam có hai con đường được đặt theo tên của Morrison, một là đường Norman Morrison ở quận Sơn Trà, Đà Nẵng và hai là đường Morrison ở sát hồ Bán Nguyệt trong khu đô thị Phú Mỹ Hưng, Quận 7, Thành phố Hồ Chí Minh .
Phía Việt Nam từng phát hành tem bưu chính tưởng nhớ ông.